# Simbolism nazist
Simbolismul nazist se referă la totalitatea simbolurilor grafice utilizate de către partidul Partidul Muncitoresc German-Socialist în perioada Germaniei Naziste.

## Svastica

Svastica a fost principalul simbol al nazismului.

Principalul simbol utilizat de către partidului nazist a fost svastica (hakenkreuz) adoptată de proaspătul înființat partid în 1920. Emblema era o svastică de culoare neagră (卐) pe un cerc alb, iar fundalul era de culoare roșie. Acest simbol a fost folosit pe steag, insigne și banderole. Svastici asemănătoare au fost descoperite și pe cărțile poștale din Statele Unite la începutul secolului XX.
Tiparul⁠(d) negru-alb-roșu sunt culorile preluate de pe steagurile Imperiului German⁠(d). Acest design era asociat cu naționaliștii germani care se împotriveau Republicii de la Weimar. De asemenea, steagul care utiliza culorile negru-roșu-galben nu reprezenta o varianta pentru aceștia.
În lucrarea Mein Kampf, Adolf Hitler a descris simbolismul steagului nazist: „Roșul denotă mentalitatea socială⁠(d) pe care este fundamentată mișcarea. Albul mentalitatea națională și svastica semnifică misiunea noastră - efortul nostru de a obține victoria umanității ariane ...”.
Astăzi, țări precum Germania, Austria, Franța, Lituania, Polonia, Ucraina, Brazilia și Israel au interzis simbolurile naziste, iar promovarea lor în public în contexte noneducaționale reprezintă o încălcare a legii. Pe 9 august 2018, Germania a eliminat legea care interzicea utilizarea svasticilor și a altor simboluri naziste în jocurile video.

## Heraldica
Sub conducerea naziștilor, toate simbolurile religioase prezente pe steme au fost eliminate. Simboluri precum crucea sau sfinții erau considerate nepotrivite pentru aceștia; totuși, puține consilii germane au aplicat schimbările cerute. Unii însă, precum Coburg - care l-a înlocuit pe Maure⁠(d) cu o sabie și o svastică - și Turingia - care a adăugat o svastică sub labele leului -, și-au modificat stemele.
Ocultiștii naziști Karl Maria Wiligut și Guido von List susțineau că heraldica își are originea pe tărâmul zeităților germanice⁠(d) și au fost create de Odin, zeul războiului.

## Alte simboluri
Alte simboluri utilizate de către naziști sunt:
- Parteiadler⁠(d) (vultur cu svastică) - simbolul principal al NSDAP.[12]
- Runele Sowilō⁠(d) prezente pe insignele Schutzstaffel⁠(d).[13][14]
- Diverse rune preluate din alfabetul runic - Odal⁠(d), Algiz⁠(d), Tiwaz⁠(d) etc. - și simboluri asemănătoare runelor[15][16] precum Wolfsangel⁠(d).[17]
- Uniforma SS⁠(d) de culoare neagră.
- Cămășile brune ale Sturmabteilung.
- Insigna Totenkopf.[18]
- Simbolul Soare negru (Schwarze Sonne/Sonnenrad) utilizat de Heinrich Himmler.
- Ciocanul și sabia straserismului, o forma de nazism bazată pe o ideologie socialistă și anticapitalistă.
- Crucea solară⁠(d) cu svastică.

## Rune
Litere din alfabetul runic și alfabetul runic modern⁠(d) au fost utilizate de către naziști și grupurile neonaziste asociate cu tradițiile germane. Runele utilizate sunt cu precădere Sowilō, Eihwaz⁠(d), Tiwaz, Odal și Algiz.
Fascinația pe care au dezvoltat-o naziștii față de aceste rune își are originea în lucrările ocultistului Guido von List, una dintre cele mai importante figuri ale misticismului germane de la finalul secolului XIX și începutul secolului XX. În 1908, List a publicat în Das Geheimnis der Runen („Secretul Runelor”) o listă de 18 „rune armanen” inspirate de runele scandinave⁠(d). Conform acestuia, runele i-au apărut când era într-o stare de orbire temporară după o operație de cataractă la ambii ochi în 1902.
În contexte naziste, runele s sunt denumite „Sig”. Simbolul Wolfsangel, deși nu este o rună, are forma runei „Gibor” în alfabetul creat de List.

## Neonazism
Numeroase simboluri utilizate în perioada Germaniei Naziste au fost preluate de către grupurile neonaziste, inclusiv o parte din rune.
În același timp, neonaziștii și-au formulat propriile simboluri:
- 18, nume de cod pentru Adolf Hitler. Numărul denota poziția în alfabet a literelor: A = 1 și H = 8.[22]
- 88, nume de cod pentru 88 de Precepte. Manifest redactat de supremațistul american David Lane în care se stabilește o strategie de organizare a unei națiuni albe, 88 de Precepte discută subiecte precum legea naturală, religia și politica.[23] Conform Anti-Defamation League, 88 denotă și „Heil Hitler” (H este a opta litera a alfabetului).[24]
- 14 denotă cele paisprezece cuvinte. Un slogan de 14 cuvinte inventat de David Lane: „We must secure the existence of our people and a future for white children” (în română Trebuie să protejăm existența poporului nostru și viitorul copiilor albi).[25]
- 14 și 88 sunt uneori combinate (i.e. 14/88, 8814, 1488).[26][27]
- Crucea celtică, simbol al grupurilor creștine din Europa, este utilizată de numeroase grupuri neonaziste.

## Galerie

Reichsadler (Vulturul Imperial) Germaniei Naziste (1933-1945).
Totenkopf
Simbolul „Wolfsangel” utilizat de 2. SS-Panzer-Division Das Reich.
Wolfsangel (pe verticală)
Runa „Odal” (prezentă începnd dinnoiembrie 2017 pe steagul National Socialist Movement).
Două rune Sowilō utilizate ca simbol pentru SS.
Runa Algiz
O versiune simplificată a crucii celtice utilizate de numeroase grupuri neonaziste.
Crucea celtică cu svastică.
Simbolul strasterismului: Ciocanul și Sabia.
Soare negru - simbol utilizat cu precădere de mișcările neonaziste cu influențe ezoterice sau völkisch.